# Pipistrellus papuanus
Pipistrellus papuanus är en fladdermus i familjen läderlappar som förekommer i östra Indonesien och i norra delen av den australiska regionen.
Arten blir 33,9 till 41,8 mm lång (huvud och bål) och har en 24 till 32,7 mm lång svans. Öronen är 8,4 till 11,8 mm långa och bakfötternas längd är 4,9 till 6,5 mm. Pälsens färg varierar mellan chokladbrun, kanelbrun och svartbrun. Vingarnas undersida och svansflyghuden är delvis täckt med hår. Pipistrellus papuanus skiljer sig från andra släktmedlemmar i olika detaljer av skallens och tändernas konstruktion.
Denna fladdermus förekommer på öar i östra Indonesien (bland annat på Moluckerna), på Nya Guinea, på Bismarckarkipelagen och på flera andra öar i regionen. Den når i bergstrakter 1300 meter över havet. Arten levde ursprungligen i skogar men den har bra anpassningsförmåga till människans landskapsförändringar (kulturföljare). Pipistrellus papuanus besöker odlade områden och samhällen.
Individerna vilar i trädens håligheter och i byggnader. De lämnar gömstället kort före skymningen och jagar flygande insekter.
För arten är inga allvarliga hot kända. Den listas av IUCN som livskraftig (LC).